# Lionsgate Films
Tránh nhầm lẫn Lionsgate Films với công ty Lion's Gate Films của Robert Altman.
Lionsgate Films (tên trước đây là Cinépix Film Properties) là một hãng sản xuất/phân phối điện ảnh Canada-Mỹ và là một phân ban của Lions Gate Entertainment. Là hãng phim mini lớn nhất và thành công nhất tại Bắc Mỹ, Lionsgate tập trung vào các bộ phim nước ngoài độc lập và đã tham gia phân phối nhiều loạt phim đạt thành công lớn về mặt thương mại, trong đó có The Twilight Saga, The Hunger Games, The Divergent Series, Saw và Biệt đội đánh thuê.

## Lịch sử

### Cinépix Film Properties
Cinépix Film Properties (CFP) được thành lập vào năm 1962 bởi John Dunning và Andre Link với trụ sở chính đặt tại Montreal. CFP là một công ty điện ảnh độc lập của Canada chuyên phát hành các phim tiếng Anh và tiếng Pháp và hàng năm thực hiện được từ mười tới mười hai bộ phim với kinh phí vừa phải, đồng thời phân phối các thể loại phim nghệ thuật như phim tài liệu Hype, phim Buffalo '66 của Vincent Gallo và Sick: The Life and Death of Bob Flanagan, Supermasochist.
Tới năm 1997, Cinépix đã có một chi nhánh phân phối Mỹ đặt tại New York và 56 phần trăm của Cine-Groupe, một công ty sản xuất phim hoạt hình.

### Lions Gate Films
Lions Gate Entertainment Corporation (LGE) được thành lập vào mùa hè năm 1997 bởi Frank Giustra, một nhân viên ngân hàng có đam mê tài chính điện ảnh. LGE sau đó đã mua lại Cinépix và nắm quyền lãnh đạo hãng phim này. Cinépix Film Properties được đổi tên lại thành Lions Gate Films vào ngày 12 tháng 1 năm 1998. LGE ngoài ra còn mua lại hãng phim có trụ sở đặt tại Vancouver, North Shore Studios, hãng phim này sau đó đã được đổi tên lại thành Lions Gate Studios. Tháng 6, 1998, LGE mua lại tập đoàn International Movie Group, nơi đã sản xuất ra Kickboxer của Jean-Claude Van Damme.
Thành công về doanh thu phòng vé đầu tiên của hãng phim này là American Psycho vào năm 2000, bộ phim sau đó đã trở thành một hiện tượng sản xuất và phân phối điện ảnh trong các hãng phim Mỹ lúc bấy giờ. Các bộ phim tiêu biểu khác bao gồm Affliction (1997), Gods and Monsters (1998), Dogma (1999), Cube 2: Hypercube (2002), Saw (2004), và bộ phim tài liệu Fahrenheit 9/11 (2004) của đạo diễn Michael Moore, bộ phim có doanh thu cao nhất của hãng phim trước khi The Hunger Games được công chiếu vào năm 2012.

## Lịch sử phân phối phim
- Vương quốc Anh
  - Momentum Pictures (2000–2012)
  - Lionsgate UK (2006–nay)
- Pháp
  - Metropolitan Filmexport (2005–nay)
- Úc/New Zealand
  - Hoyts (2000–2009)
  - Village Roadshow Limited (2009–nay)
- Canada
  - Maple Pictures (2005–2011)[4]
  - Alliance Films (2011–2013)[4]
  - Entertainment One (2013–nay)
- Scandinavia
  - Nordisk Film (2012–nay)[5]

## Phim có doanh thu cao nhất
| Hạng | Tên                                   | Năm  | Doanh thu nội địa | Ghi chú                                          |
| ---- | ------------------------------------- | ---- | ----------------- | ------------------------------------------------ |
| 1    | The Hunger Games: Bắt lửa             | 2013 | $424,668,047      |                                                  |
| 2    | The Hunger Games                      | 2012 | $408,010,692      |                                                  |
| 3    | The Hunger Games: Húng nhại – Phần 1  | 2014 | $337,135,885      |                                                  |
| 4    | The Twilight Saga: Hừng đông – Phần 2 | 2012 | $292,324,737      | Đồng phân phối với Summit Entertainment.         |
| 5    | The Hunger Games: Húng nhại – Hồi kết | 2015 | $281,723,902      |                                                  |
| 6    | The Day After Tomorrow                | 2004 | $186,740,799      | Phát hành bởi 20th Century Fox Film Corporation. |
| 7    | Những kẻ khờ mộng mơ                  | 2016 | $151,101,803      | Đồng phân phối với Summit Entertainment.         |
| 8    | Dị biệt                               | 2014 | $150,947,895      | Đồng phân phối với Summit Entertainment.         |
| 9    | Điều kỳ diệu                          | 2017 | $131,721,894      |                                                  |
| 10   | Những kẻ nổi loạn                     | 2015 | $130,179,072      | Đồng phân phối với Summit Entertainment.         |